# Ервін Коштедде
Ервін Коштедде (нім. Erwin Kostedde; нар. 21 травня 1946, Мюнстер) — німецький футболіст, що грав на позиції нападника.
Виступав за національну збірну Німеччини. Триразовий чемпіон Бельгії.

## Клубна кар'єра
У дорослому футболі дебютував 1965 року виступами за команду клубу «Пройсен Мюнстер», в якій провів два сезони, взявши участь у 35 матчах чемпіонату.
Протягом 1967—1968 років захищав кольори команди клубу «Дуйсбург».
Своєю грою за останню команду привернув увагу представників тренерського штабу клубу «Стандард» (Льєж), до складу якого приєднався 1968 року. Відіграв за команду з Льєжа наступні три сезони своєї ігрової кар'єри. У складі «Стандарда» був одним з головних бомбардирів команди. За цей час тричі виборював титул чемпіона Бельгії.
Згодом з 1971 по 1976 рік грав у складі команд клубів «Кікерс» (Оффенбах) та «Герта».
1976 року уклав контракт з клубом «Боруссія» (Дортмунд), у складі якого провів наступні два роки своєї кар'єри гравця. Більшість часу, проведеного у складі «Боруссії», був основним гравцем атакувальної ланки команди. В новому клубі був серед найкращих голеодорів, відзначаючись забитим голом в середньому щонайменше у кожній третій грі чемпіонату.
Протягом 1978—1980 років захищав кольори клубів «Уніон Золінген», «Стандард» (Льєж) та «Лаваль».
З 1980 року два сезони захищав кольори команди клубу «Вердер». Граючи у складі «Вердера» також здебільшого виходив на поле в основному складі команди. І в цій команді продовжував регулярно забивати, в середньому 0,51 рази за кожен матч чемпіонату.
Завершив професійну ігрову кар'єру у клубі «Оснабрюк», за команду якого виступав протягом 1982—1983 років.

## Виступи за збірну
1974 року дебютував в офіційних матчах у складі національної збірної Німеччини. Протягом кар'єри у національній команді, яка тривала усього 2 роки, провів у формі головної команди країни 3 матчі.

## Досягнення
- Чемпіон Бельгії (3):

«Стандард» (Льєж): 1968—1969, 1969—1970, 1970—1971
- Найкращий бомбардир Дивізіону 1 (1):

«Лаваль»: 1979—1980.